# Monastère de Samding
Le monastère de Samding (tibétain : ཡར་འབྲོག་བསམ་སྡིང་དགོན། chinois : 桑丁寺) est un monastère de l’école Jonangpa du bouddhisme tibétain. Il se situe dans le xian de Nagarzê dans la préfecture de Shannan de la région autonome du Tibet, sur la rive ouest du lac Yamdrok Tso près de Gyantsé.
Fondé par Kunga Sangmo, Samding a été construit à la fin du XIIIe siècle et est l'un des rares monastères tibétains ayant une femme réincarnée pour abbesse. Traditionnellement, elles sont des émanations de Dorje Phagmo. Pendant la révolution culturelle, le monastère a été complètement détruit, mais en 1985, on commença sa reconstruction. Au milieu des années 1990, vivaient à Samding environ 50 nonnes.

## Abbesse du monastère
Dechen Choedon a été reconnue par l'État du Tibet comme émanation de Dorje Phagmo à l'âge de 5 ans, en 1947. Elle a été intronisée 12e Samding Dorje Phagmo, abbesse actuelle du monastère de Samding comme traditionnellement ses prédécesseurs,  Samding Dorje Phagmo reside à Lhassa.

## Séjour du13eDalaï Lama
Au cours de l’été 1912, le 13e Dalaï Lama séjourna au monastère de Samding, avant son retour à Lhassa après son exil en Inde. Il s'y rendit avec Agvan Dorjiev qu'il avait rencontré brièvement à Phari-Dzong.

## RomanThe Rose of Tibet
C’est au monastère de Samding que le roman thriller de Lionel Davidson The Rose of Tibet (paru en 1962) se situe. Il existe un couvent du nom de fictif de Yamdring dans le roman où le vrai nom du monastère et celui du lac voisin fusionne.